# Danaea draco
Danaea draco är en kärlväxtart som beskrevs av Christenh.. Danaea draco ingår i släktet Danaea, och familjen Marattiaceae. Inga underarter finns listade i Catalogue of Life.